# TuS Pewsum
Der Turn- und Sportverein Pewsum von 1863 ist ein Sportverein mit mehreren Sparten in Pewsum, dem Hauptort der Gemeinde Krummhörn im Landkreis Aurich (Ostfriesland), rund 15 Kilometer nordwestlich von Emden. Die erste Fußball-Herrenmannschaft spielte in der Saison 2008/09 in der Oberliga Niedersachsen-West, der fünfthöchsten Spielklasse.
Der Sportverein, der der älteste in der Gemeinde ist und auch zu den ältesten in Ostfriesland zählt, bietet neben Fußball auch Handball, Schwimmen, Tennis, Judo, Turnen, Gymnastik und Gesundheitskurse an. Der TuS ist der größte Sportverein der Krummhörn.

## Geschichte
Die Fußball-Herrenmannschaft spielte bis etwa Mitte der 1990er-Jahre zumeist in der Bezirksliga Ostfriesland und schaffte bis zur Mitte der 2000er-Jahre den Durchmarsch bis in die fünfthöchste Spielklasse. Mehrere ehemalige Herren-Spieler und auch talentierte ehemalige A-Junioren von Kickers Emden, die sich dort in der ersten Herrenmannschaft nicht durchsetzen konnten oder die Perspektive dafür sahen, wechselten zum Nachbarverein in Pewsum. Seit der Saison 2009/10 spielte der TuS eine Klasse tiefer in der Landesliga Weser/Ems, aus der sie 2015 absteigen mussten.
Heimspielstätte ist das „Stadion an der Olympiastraße“, das über eine überdachte Tribüne für einige Hundert Zuschauer verfügt.